# Mickaël Rodrigues
Pour les articles homonymes, voir Rodrigues (homonymie).
Mickaël Rodrigues est un ancien footballeur français né le 29 novembre 1977 à Orléans. Il évoluait au poste de défenseur, et a notamment joué en faveur de l'AS Nancy-Lorraine.

## Biographie
En équipe cadet à Saint-Jean-de-la-Ruelle, Mickaël Rodrigues est sélectionné en équipe régionale. Patrick Gabriel le remarque et lui propose de venir à l'AS Nancy-Lorraine. Recruté comme attaquant, il passe ses six premiers mois sur le banc de touche avant de finalement éclater au poste de défenseur. 
International, il gagne le championnat d'Europe des moins de 18 ans aux côtés de David Trezeguet, Thierry Henry, Nicolas Anelka, et William Gallas ce qui suscite l'intérêt de plusieurs clubs européens dont le Sporting Portugal et Newcastle. Défenseur latéral droit ou défenseur central, Mickaël Rodrigues débute très vite en Division 1 à l'âge de 19 ans en 1996. Confiné à un rôle d'espoir de l'ASNL il joue de plus en plus de matchs les saisons suivantes. S'il est cependant souvent confiné à un rôle de remplaçant, il obtient une place plus importante en 1999-2000 où le club en grande difficulté tente de se sauver de la relégation.
Toutefois, le club lorrain n’échappe pas au purgatoire en retrouve la Division 2 en 2000-2001. Alors qu'il était l'occasion pour Mickaël d'être titulaire à part entière dans l'antichambre de l'élite, l'arrivée du nouvel entraîneur Francis Smerecki ne lui donne qu'un rôle d’intérimaire. Après cinq saisons mi-figue mi-raisin à cause de blessures à répétition, il est prêté à l'AS Beauvais en 2001. Malgré la bonne saison du club qui joue les premiers rôles dans le championnat devant son club d'origine, la saison est compliquée pour lui à cause de ses blessures. Il ne parviendra jamais à s'imposer dans le club de l'Oise. À son retour à l'ASNL en 2002-2003, il est une nouvelle fois remplaçant et effectue là sa dernière saison.
En fin de contrat, il rebondit finalement en National au CS Louhans-Cuiseaux où il se blessa gravement à la cheville (rupture des ligaments) et de ce fait ne jouera que quatre mois dans la saison.
Une nouvelle fois sans contrat, il part en 2004 dans le club de l'US Boulogne en CFA où il participe au bon parcours des nordistes en Coupe de France et surtout en remportant le championnat de France amateur.
En 2005-2006, il poursuit avec l'équipe en National, puis pour raisons extra-sportives, décide de résilier son contrat pour rejoindre sa région et signe au Blois Foot 41.
Mickaël Rodrigues arrête sa carrière au Vineuil SF en 2011-2012, club dans lequel il commence sa carrière d'entraîneur lors de la saison 2013-2014.
En 2020, après dix saisons avec le Vineuil SF, dont trois comme entraîneur de l'équipe première, il rejoint le Chambray FC.

## Carrière
- 1996-2003 :  AS Nancy-Lorraine
- 2001-2002 : →  AS Beauvais
- 2003-2004 :  CS Louhans-Cuiseaux
- 2004-2006 :  Union Sportive Boulogne Côte d'Opale
- 2006-2007 :  Blois Foot 41
- ?-2012 :  Vineuil SF
- 2013-2020 :  Vineuil SF (entraîneur)
- Depuis 2020 :  Chambray FC (entraîneur)
- Depuis 2023: 🇫🇷 Chitenay Cellettes

## Palmarès

### En club
- AS Nancy-Lorraine
  - Champion de France de Division 2 en 1998

- US Boulogne
  - Vainqueur du groupe A du Championnat de France amateur en 2005

### En sélection
- Équipe de France des moins de 19 ans
  - Vainqueur du Championnat d'Europe de football des moins de 18 ans en 1996